# اکسپدیا
اکسپدیا، اینک. (انگلیسی: Expedia, Inc.) شرکتی مستقر در آمریکا است که شرکت مادر برندهای متعدد مسافرتی آنلاین جهانی نظیر Expedia.com, Hotels.com, Hotwire.com, trivago, Egencia , Venere.com, Expedia Local Expert, Classic Vacations, Expedia CruiseShipCenters, Travelocity, Orbitz و HomeAway است. شرکت‌های اکسپدیا در بیش از ۱۰۰ نقطهٔ برند شده در بیش از ۶۰ کشور فعالیت می‌کنند. اکسپدیا همچنین برای بیش از ۱۰۰۰۰ شریک نظیر هواپیمایی‌ها و هتل‌ها، برندهای مصرفی و وبسایت‌های دارای ترافیک بالا از طریق شبکهٔ وابسته به اکسپدیا رزرواسیون مسافرتی فراهم می‌کند. اکسپدیا با نماد EXPE در نزدک فهرست شده است.